# South Thoresby
South Thoresby è un villaggio e parrocchia civile dell'Inghilterra, appartenente alla contea del Lincolnshire.